# Blatná
Blatná (tjekkisk udtale: [ˈblatnaː] ; tysk: Blatna) er en by i distriktet Strakonice i regionen Sydbøhmen i Tjekkiet med omkring 6.600 indbyggere. Det er kendt for et vandslot i midten af en dam og en landskabshave omkring det. Den historiske bykerne med slotskomplekset er velbevaret og er beskyttet ved lov som en bymonumentzone.
Landsbyerne Blatenka, Čekanice, Drahenický Málkov, Hněvkov, Jindřichovice, Milčice, Řečice og Skaličany er administrative dele af Blatná.

## Etymologi
Navnet Blatná er afledt af det gamle tjekkiske ord blata (som betyder "moser"). Den har fået sit navn fra de marskområder, som den blev grundlagt blandt.

## Geografi
Blatná ligger omkring 18 km  nord for Strakonice og 48 km sydøst for Plzeň. Det ligger i Blatnáhøjlandet. Det højeste punkt er på 561 m  over havets overflade. Byen ligger ved Lomnice-floden. Området er rigt på fiskedamme, der er bygget her siden middelalderen. Kommunen Mačkov udgør en enklave i kommunens område.

## Historie
Områdets første bebyggelse er dokumenteret af arkæologiske fund frem til det 4. århundrede. I det 8. og 9. århundrede er en slavisk bosættelse dokumenteret. Den første skriftlige omtale af Blatná er fra 1235, hvor der formentlig allerede eksisterede et levn med en boplads. I det 14. århundrede blev Blatná en ejendom tilhørende familien Bavors af Strakonice, hvilket førte til udviklingen af bebyggelsen.
Betydningen af Blatná vokser især i det 15. og i begyndelsen af det 16. århundrede, hvor Blatná blev centrum for familien Lev af Rožmitál. Deres lange styre markerer Blatnás guldalder. På det tidspunkt fik borgerne i Blatná de privilegier, der muliggjorde udviklingen af håndværksproduktionen og væksten af forretningen – retten til at organisere markeder og brygge øl. I anden halvdel af det 16. århundrede var Blatná i kort tid ejet af familien Sternberg, indtil det blev købt af de polske grever af Rozdražov. I 1601 blev Blatná forfremmet til en by af kejser Rudolf 2.
Under Trediveårskrigen blev Blatná gentagne gange plyndret og ødelagt. I 1691 købte Kolowrat-Krakowsky- familien Blatná, men de solgte den til Serényi-familien allerede i 1695. I det 18. århundrede, under Serényis herredømme, kom byen sig og blomstrede. Siden 1798 har Blatná tilhørt det tyrolske hus ved oprindelse af Hildprandts af Ottenhausen. De har ejet slottet uafbrudt, med undtagelse af perioden med kommunistisk diktatur (1948-1989), hvor det blev konfiskeret af staten.
Byen brændte fuldstændig ned i 1834; 118 huse, rådhuset og klokketårnet blev ødelagt, og derfor er de fleste bygninger i byen fra efter den begivenhed. På det tidspunkt blev Blatná til en af de fattigste byer i området. I 1858 kom byen igen og blev distriktsby. Byens økonomi udviklede sig yderligere efter at jernbanen til Strakonice og Březnice blev bygget i slutningen af det 19. århundrede.

## Økonomi
De største arbejdsgivere i Blatná er Dura Automotive CZ (producent af bilkomponenter), Leifheit (producent af husholdningsprodukter) og Tesla Blatná (fremstilling af elektronik til biler).

### Blatná Slot
Blatná Slot er byens vigtigste vartegn. Det er bygget på en klippe omgivet af en voldgrav, forbundet med en dam. Slottet er smalt, U-formet, med et tårn foran, som paladserne fra forskellige perioder knytter sig til. Slottet er ved at blive restaureret med de fleste værker færdige. Den er åben for offentligheden sammen med slotsparken og dyrehaven.
Under Lev af Rožmitál-familien blev fæstningen for første gang genopbygget i sten (de ældste dele er tårnet og Rožmitálský-paladset), og de omkringliggende moser blev ændret til brede vandgrave. Et gotisk kapel blev snart knyttet til tårnet og paladset. Lords of Rožmitál genopbyggede og udvidede løbende slottet, først med det såkaldte gamle palads, der stod adskilt over resterne af et romansk kapel. I 1523-1530, mens Zdeněk Levs af Rožmitál styrede, blev et nyt palads i en blandet gotisk-renæssancestil tilføjet under vejledning af den berømte kongelige bygmester Benedikt Rejt og kaldes nu Rejts palads.
Under greverne af Rozdražovs styre blev Rozdražovský-paladset fra renæssancen bygget og blev den sidste del af slottet. I det 18. århundrede lod familien Serényi den ene fløj af slottet genopbygge i barokstil og rejste også mange barokstatuer i byen og dens omgivelser. I 1850–1856 fik slottet sin sidste ombygning, hvilket gav det dets nutidige nygotiske look.

### Slotspark
Slotsparken breder sig ved siden af slottet på et areal på 42 ha. Parken blev anlagt som en engelsk landskabshave i begyndelsen af det 19. århundrede, af František Hildprandt. Den del tæt på slottet omgiver en stor eng med meget gamle solitære egetræer. Ud over engen er bevaret gamle skove med passager, sumpe, vandløb med gangbroer over dem, kunstige huler, rester efter anlæg til udvaskning af guld og mineraler  og et sommerhus i empirestil. Den del er også en hjortehave. En flok tamme dådyr går frit omkring i parken.